# Guamomyia fascipennis
Guamomyia fascipennis är en tvåvingeart som beskrevs av Malloch 1942. Guamomyia fascipennis ingår i släktet Guamomyia och familjen bredmunsflugor.
Artens utbredningsområde är Guam. Inga underarter finns listade i Catalogue of Life.